# Tour Atlantique
Tour Atlantique (früher auch Tour PB11) ist der Name eines Hochhauses im Pariser Vorort Puteaux in der Bürostadt La Défense. Erbaut wurde das Hochhaus 1970, womit es zur ersten Generation der Hochhäuser von La Défense zählt. Bei seiner Fertigstellung im Jahr 1970 war der 106 Meter hohe Büroturm der Vierthöchste im Geschäftsviertel La Défense. Das Gebäude verfügt über 27 Etagen und über eine Fläche von etwa 26.000 Quadratmetern. Entworfen wurde das Gebäude von den Architekten Delb, Chesneau, Verola und Lalande.
Der Büroturm ist mit der Métrostation La Défense und dem Bahnhof La Défense an den öffentlichen Nahverkehr im Großraum Paris angebunden.